# Torre de Juan Abad
Torre de Juan Abad è un comune spagnolo di 1 108 abitanti situato nella comunità autonoma di Castiglia-La Mancia.